# SoftBank 921SH
SoftBank 921SH（ソフトバンク きゅうにいちエスエイチ）は、シャープが開発しソフトバンクモバイルが販売するW-CDMA通信方式の携帯電話端末。
FULLFACE 913SHの後継機種である。
2008年（平成20年）3月14日に発売。通称は「FULLFACE2 (フルフェイス ツー) 」。

## 主な機能・サービス
- ミュージックプレイヤー（AAC、Windows Media Audio）
- Windows Media Video対応
- Bluetooth
- 赤外線通信（IrDA）(高速赤外線(IrSS/IrSimple)対応)
- デルモジ表示（アニメビュー）
- フィーリングメール
- カスタムスクリーン
- バイリンガル
- QRコード読み取り・作成
- ドキュメントビューア（Microsoft Word（.doc）・Microsoft Excel（.xls）・Microsoft PowerPoint（.ppt）・PDFデータ（.pdf）。）
- PCメール

| 主な対応サービス         | 主な対応サービス           | 主な対応サービス                                         | 主な対応サービス |
| ------------------------ | -------------------------- | -------------------------------------------------------- | ---------------- |
| S!一斉トーク             | S!ともだち状況             | Yahoo!mocoa                                              |                  |
| S!ループ                 | S!タウン                   | S!速報ニュース                                           |                  |
| PCサイトブラウザ         | 電子コミック               | S!アプリ(メガアプリ、モーションコントロールセンサー対応) |                  |
| 着うたフル／着うた       | デコレメール（マイ絵文字） | S!電話帳バックアップ                                     |                  |
| S!FeliCa                 | S!ミュージックコネクト     | S!GPSナビ                                                |                  |
| コンテンツおすすめメール | TVコール                   | 世界対応ケータイ                                         |                  |
| ワンセグ                 | 3Gハイスピード             | S!おなじみ操作                                           |                  |

## 特徴
- 920SHと同等の3.2インチNewモバイルASV液晶とタッチパッドのように「押す」「なぞる」の操作ができる「タッチレガートセンサー」（「レガート」には、「なぞる」という意味がある）や、904SH以降封印されていた「振る」や「傾ける」などの動作により直感的な操作ができる「モーションコントロールセンサー」を搭載していて右や左に振ることによる機能の起動、本体を回転することによる画面の縦横切り替えの動作がより直感的にできる。さらにもうひとつセンサーを内蔵しており、こちらはパネル部分をなぞることによるカーソルの移動や、タップすることによりソフトキーや決定と同じ動作をすることができる。ただし、この2つのセンサーはユーザーの意図に反した動作をすることがある。
- 前機種913SHではタッチセンサーで出来ることは主にAV機能関連のみであったが、タッチ部分がパネル状になったため本機種では文字入力を伴わない動作なら大抵のことはできるようになった。
- 外装以外の基本的な仕様は920SHと同様であるが、こちらは国際ローミング“非対応”であったり、インカメラを搭載している点等、いくつかの相違点がある。
- メインメニューに3DのGUIを搭載しており、心地よい操作が可能である。動作的にはiPhone 3Gに似ている。
- 923SHからは終話キーと発話キーがデファクトスタンダードな配置になったため、事実上9シリーズ最後の独自キー配置(終話と発話キーがソフトキーの下にある)の機種となった（922SHはQWERTYキーのため例外）

## 不具合
- 2008年7月29日 - 新着S!メールの受信操作をしないと、新着S!メールが表示されない場合がある不具合